# Swedish Metal Aid
Swedish Metal Aid var ett svenskt hårdrocksband som skapades 1985 för att spela in en singel till förmån för de svältande i Etiopien. Ett 80-tal svenska hårdrockare från 29 band deltog på skivan som såldes i 50 000 exemplar. Intäkterna gick oavkortat till hjälpinsatser.
Joey Tempest från rockbandet Europe skrev rockballaden "Give a Helpin' Hand" som var skivans A-sida. På B-sidan av singeln fanns alla huvudsångarnas autografer.
Huvudsångare var Joey Tempest (Europe), Robert Ernlund (Treat), Björn Lodin (Bedlam, Six Feet Under, Baltimoore), Malin Ekholm (Aphrodite), Tommy Nilsson (Horizont, Easy Action) och Joakim Lundholm (220 Volt). Musiken spelades av Easy Action och Treat. 
Skivan var producerad och arrangerad av Kee Marcello (då Easy Action och senare Europe) som även framförde gitarrsolot. 
De band som utgjorde kören var 220 Volt  , Aphrodite (3)  , Bedlam (5)  , Candy Roxx  , Chris 99  , Crystal Pride  , Deep Diver  , Easy Action  , Europe (2)  , Fifth Avenue (4)  , Glorious Bankrobbers  , Heavy Load (2)  , Madison (4)  , Mentzer Group  , Motherlode (3)  , Neon Leon & Bondage Babies  , Odessa (10)  , Orions Swords  , Oz (15)  , Power (7)  , Red Baron (3)  , Rolene  , Silver Mountain (2)  , Spellbound (4)  , Steel Wings  , Torch (5)  , Trash (8)  , Treat (2)  , Universe (5).
2021 gjorde Maria Jämtelid, Olle Sjölund och Charlotte Bhatt dokumentärfilmen Swedish Metal Aid, där bl a initiativtagaren Stefan Johansson, producenten Kee Marcello, låtskrivaren Joey Tempest samt Tommy Nilsson, Martina Axén och Robert Ernlund medverkade.